# Edmond Ronse
Edmond Emmanuel Paul Ronse (Gent, 15 maart 1889 – Melsen, 3 juli 1960) was een Belgisch senator en minister voor de Katholieke Partij en de CVP.

## Levensloop

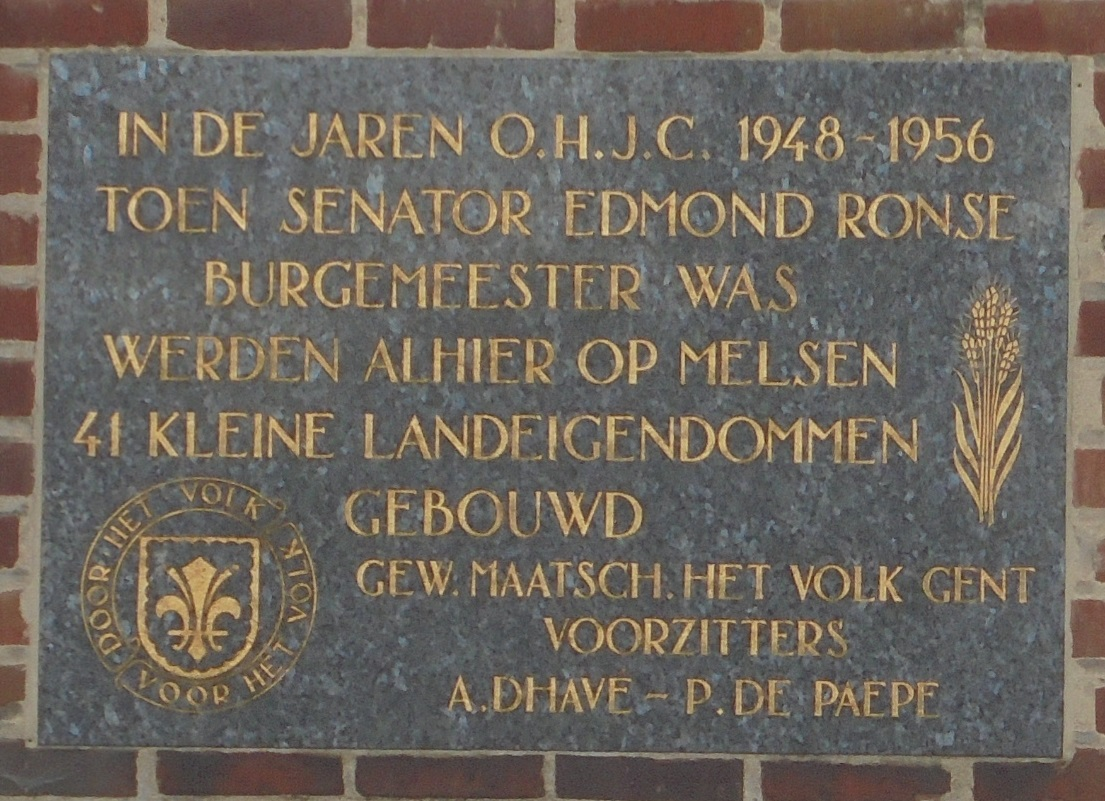
Gedenksteen bij de sociale woningen - meestal tweewoonsten - Kasteelstraat - Melsen

Hij was de zoon van Herman Ronse, de medeoprichter van dagblad Het Volk.
Ronse promoveerde tot doctor in de rechten en licentiaat in de handels- en koloniale wetenschappen aan de universiteit van Gent.
Hij was gehuwd met Madeleine Roegiers (1892-1949) en had een kroostrijk gezin. Na het overlijden van zijn eerste echtgenote in 1949, huwde Edmond Ronse in 1950 met Marita Thomaes (Ronse, 1898 – Loppem, 1968), weduwe van Joseph De Buysscher en dochter van Oscar Thomaes, industrieel te Ronse.
Hij behoorde tot de ACW-vleugel binnen zijn partij. Van 1926 tot 1958 was hij voorzitter van het ACW-verbond voor het arrondissement Gent-Eeklo. Hij was ook medestichter en bestuurder van De Volkshaard, samenwerkende maatschappij voor het bouwen van sociale woningen.
Hij was provincieraadslid van 1921 tot 1939. Hij was bestendig afgevaardigde van 1925 tot 1936 en van 1936 tot 1939 was hij voorzitter van de provincieraad. Hij werd in 1939 verkozen tot CVP-senator voor het arrondissement Gent-Eeklo, een mandaat dat hij vervulde tot in 1958.
Na de Tweede Wereldoorlog werd hij minister van Binnenlandse Zaken (september 1944 - februari 1945) in de naoorlogse regeringen onder Hubert Pierlot en minister van Voorlichting (februari tot augustus 1945) in de eerste regering-Achiel Van Acker.
In 1946 werd hij verkozen tot gemeenteraadslid en vanaf 1947 benoemd tot burgemeester van Melsen, in opvolging van Arthur Van Iseghem. Hij oefende dit ambt uit tot aan zijn dood.
Een straat in Melsen is naar hem genoemd.
Een zoon uit Ronses eerste huwelijk is de jurist Jan Ronse.

## Publicaties
- Onze taalrechten in Kongo, in: Onze Kongo, Aflev. 3, 1912-1913.
- L'émigration saisonnière belge, Gent, 1913.
- De slag aan den IJzer, Parijs, 1915.
- Handboek van den Belgischen vluchteling in Frankrijk, Parijs, 1915.
- De algemeene oproep tot 's lands dienst en militievergoedingen, Parijs, 1916.
- De herstelling van de oorlogsschade. Wettelijke Besluiten van 8 en 23 oktober, 11 en 12 november 1918, Gent-Parijs, 1918.
- Les formes nouvelles de l'émigration belge, Leuven, 1921.
- De staatshervorming, Antwerpen, 1939.
- De wetten van buitengewone machten, 1940.
- Handboek der inkomstenbelastingen, Brussel, 1943.
- Het proces van Leopold III, Gent, 1945.